# 翼刺花椒
翼刺花椒（学名：Zanthoxylum pteracanthum）为芸香科花椒属下的一个种。中国特有种。分布于湖北省的兴山。生长于海拔500~1500米的路边灌丛、山坡林中。

## 扩展阅读
- 維基物種上的相關：翼刺花椒